# 多毛华蜗牛
多毛华蜗牛（学名：Trichocathaica rugosobasis comosa）为堅齒螺科巴蜗牛亚科巴蜗牛族毛华蜗牛属皱纹毛华蜗牛的亞種动物，是中国的特有物种。

## 分佈
分布于四川、云南、泯江流域一带等地，生活环境为陆地，常生活于山区、河谷的灌木丛、农田附近的草丛、落叶石块下以及多腐殖质的环境。其生存的海拔下限为2000米至4000米。

## 外部連結
- 維基物種上的相關：多毛华蜗牛